# Îlet Hardy
L'Îlet Hardy est une petite île inhabitée de la presqu'île de Sainte-Anne en Martinique. Il appartient administrativement à Sainte-Anne.
Il fait partie de la réserve naturelle nationale des îlets de Sainte-Anne.

## Histoire[2]

### Flore
L'îlet calcaire possède une végétation abondante, notamment avec un ourlet de mangrove. Les poiriers  peuvent atteindre 3 mètres de hauteur.
On note aussi la présence de kamenitzas. C'est un petit bassin fermé souvent rempli d'eau. Si l'eau n'est pas trop saumâtre, elle constitue une réserve  pour le développement de la végétation alentour.
Dans les zones les plus exposées, la végétation est rase et brûlée. Il faut attendre la période d'hivernage (saison des pluies) pour le voir reverdir. L'arbre en est le plus souvent exclu. Il y a un cumul de l'effet direct du vent, des embruns et du soleil.

### Faune
L'îlet est protégé car c'est un haut-lieu de reproduction des oiseaux.
Cinq espèces  sont présentes : la sterne fuligieuse, la sterne bridée, le noddi brun, le puffin d'Audubon et le phaéton à bec jaune. Elles viennent s'y reproduire dans une période de Mars à Décembre.
Un réseau de galeries souterraines  traverse l'îlet de part en part offrant  aux oiseaux des niches de choix.